# Benjamin Jules-Rosette
Benjamin Jules-Rosette est un acteur et scénariste français.

## Biographie
Benjamin Jules-Rosette est d'origine antillaise.
En 1975, en collaboration avec Darling Légitimus, il fonde son propre théâtre, le Théâtre noir de Paris, puis le transforme en 1979 en Centre culturel noir, qui met en avant les minorités afro-descendantes parisiennes.

## Filmographie

### Acteur

#### Cinéma
- 1967 : 2 ou 3 choses que je sais d'elle : Man in basement
- 1979 : O Madiana : Robert
- 1980 : T'inquiète pas, ça se soigne : L'anesthésiste (en tant que Benjamin Rosette)
- 1982 : Bourg-la-folie
- 1986 : L'Exécutrice
- 1988 : Karukera au bout de la nuit : Germain
- 1990 : Le radeau de la Méduse : Soldat sénégalais

#### Télévision

##### Séries télévisées
- 1968 : Les Secrets de la mer Rouge : Abdi
- 1978 : Au théâtre ce soir : Donald
- 1982 : Marion : Ahmed

### Réalisateur

#### Cinéma
- 1982 : Bourg-la-folie
- 1988: Bon die bon (Remous)

### Scénariste

#### Cinéma
- 1982 : Bourg-la-folie